# کارل آلفورد
کارل آلفورد (انگلیسی: Carl Alford؛ زادهٔ ۱۱ فوریهٔ ۱۹۷۲) بازیکن فوتبال اهل بریتانیا است.
از باشگاه‌هایی که در آن بازی کرده‌است می‌توان به باشگاه فوتبال دونکستر راورز، باشگاه فوتبال یئوویل تاون، باشگاه فوتبال مکلسفیلد تاون، باشگاه فوتبال مورکم، باشگاه فوتبال استوک‌پورت کانتی، باشگاه فوتبال نیو میلز، باشگاه فوتبال ویتون آلبیون، باشگاه فوتبال نانیتون تاون، باشگاه فوتبال روچدیل، باشگاه فوتبال استیونج، باشگاه فوتبال گینزبورو ترینیتی، باشگاه فوتبال کترینگ تاون، باشگاه فوتبال برنلی، و باشگاه فوتبال دوور اتلتیک اشاره کرد.
وی همچنین در تیم ملی فوتبال England National Game XI بازی کرده‌است.